# جين كاربنتر
جين كاربنتر (بالإنجليزية: Gene Carpenter)‏ هو لاعب كرة قدم أمريكية أمريكي، ولد في 28 نوفمبر 1939 في كورنوال في الولايات المتحدة، وتوفي في 10 ديسمبر 2009 في لانكستر في الولايات المتحدة.